# 颶風巴德 (2012年)
颶風巴德（英語：Hurricane Bud）是一場罕見的五月份大型颶風，擦過墨西哥西部沿海地區。2012年太平洋颶風季的第二場熱帶氣旋和被命名風暴，巴德從低氣壓區慢慢發展成熱帶低氣壓，其在中心5月20日於墨西哥正南方。它大致向西北偏西移動，第二天增強成熱帶風暴巴德。此後，進一步增強過程緩慢。5月23日下午，巴德達到風力時速100公里。然而，第二天，系統開始快速增强，風暴在當天成為颶風。5月25日，巴德達到最高強度，風力時速185公里的三級颶風。達到這個強度後的幾個小時，風暴在靠近墨西哥西部的過程中開始迅速減弱。巴德繼續減弱，最終在第二天消散。
由於颶風巴德在墨西哥近海迅速減弱，大部分影響都是輕微。然而，颶風仍然在梅拉克產生強降雨和高達6英尺（1.8米）的湧浪。海灘受到海浪的破壞。強陣風也使沿岸的樹木連根拔起，降雨沖走了一些道路。沒有死亡與颶風的影響有關。

## 氣象歷史
5月5日，颶風巴德的前身东风波離開西非沿海。隨著該東風波向西移動，其雷暴逐漸增強，在向风群岛產生了陣雨。5月12日，該東風波在巴拿馬東部以南形成一個低氣壓系統。在有利條件下，該低氣壓系統在5月15日於熱帶風暴阿萊塔以東開始緩慢地組織，對流爆發，國家颶風中心開始監測該系統。在5月18日早上，該系統在墨西哥離岸海域幾乎處於靜止狀態。當天晚上，風切變令系統變得不甚有組織，該系統從5月19日開始出現發展跡象。雖然這是重新組織，但該系統最初缺乏明確的表面環流。5月20日，系統開始快速組織，同時向西北偏北移動。當天晚上候，國家颶風中心指出“今天晚上或星期一，情況似乎有利於形成一個熱帶低氣壓。”。據估計，第二號熱帶低氣壓於5月20日下午18時在格雷羅州阿卡普爾科以南約845公里形成。雖然地球同步和微波衛星圖像顯示出中度的東風風切變，但國家颶風中心預測將迅速增強為颶風。
隨著該低氣壓向西方稍微加速，風暴繼續組織，最終在5月22日增強為熱帶風暴巴德，持續風速每小時65公里。巴德保持此強度一天，在5月23日早上開始增強，並在下午達到風力時速每小時100公里。5月24日上午，巴德繼續快速增强，達到持續風速每小時140公里，然後在下午達到風力時速175公里，而系統轉向北移動。當天晚上，巴德轉向東北移動，開始靠近墨西哥西部沿岸。5月24日晚上較後時間，巴德進一步增強為三級大型颶風，達到風力時速185公里，最低中心低壓960毫巴的最高強度。即使其外圍雨帶開始在墨西哥西部上岸，颶風巴德在接下來的數小時內能夠保持三級強度。5月25日早上較早時間，颶風巴德減弱為強勁的二級颶風。
颶風巴德在它開始迅速減弱時，慢慢地靠近沿岸。巴德很快失去了大部分的對流，主要是向其以北切離。5月25日下午中段，巴德開始在墨西哥西部登陸時，減弱到強烈的熱帶風暴。在接下來的24小時內，隨之而來的是進一步的減弱，而且在5月26日早上，巴德也退化成殘留低氣壓。5月26日晚上，颶風巴德的殘留低氣壓完全消散。

## 防災措施和影響

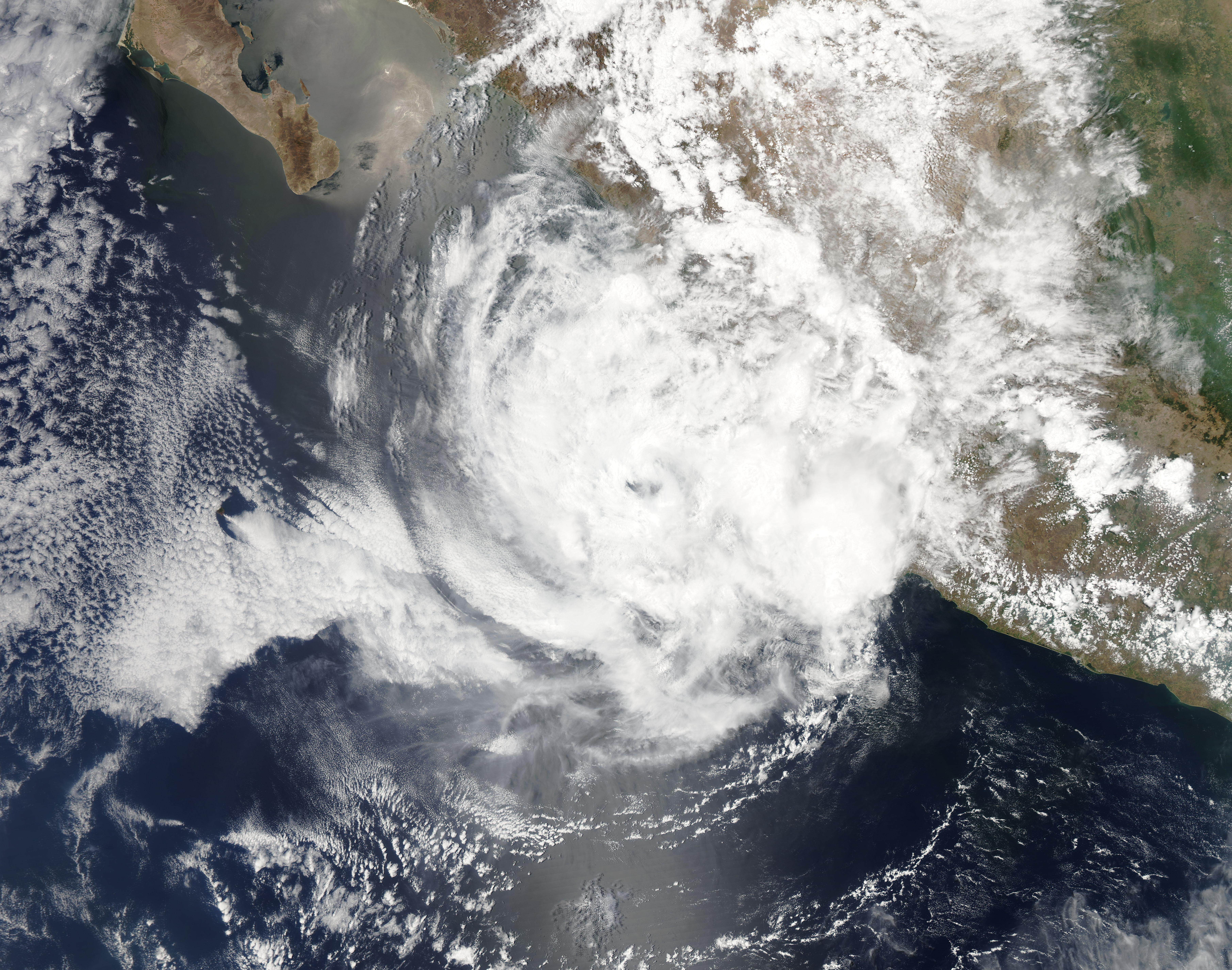
颶風巴德在5月25日靠近墨西哥西部

5月24日早上，墨西哥政府從蓬塔聖特爾莫向拉福圖納發出熱帶風暴觀察預警。那天晚上，觀察預警被警告取代，並延伸到卡布科連特斯，同時為同一地區發出颶風觀察預警。UTC5月24日晚上21時，卡布科連特斯和曼萨尼约之間警告的現有部分升級為颶風警告，另一個熱帶風暴觀察預警向北發送到聖布拉斯。在撤離的情況下，科利馬州和哈利斯科州的11所學校關閉。曼薩尼約港由於下雨的威脅而關閉。巴亚尔塔港的官員暫時禁止泳客在海洋游泳。在哈利斯科州準備了數百輛重型車輛來移動碎片。當局分別在格雷羅州和科利馬州共開放898個和大約200個庇護所。
在巴德迅速消散海上之前，風暴在哈利斯科州西部的一個小鎮梅拉克產生了強降水和1.8米的湧浪。為了防止洪水泛濫，政府官員在梅拉奇開放了一個完整的潟湖。曼薩尼約的陣風風速達到每小時89公里，強風足以吹倒樹木。風暴沖走曼薩尼約的道路，但沒有河流泛濫。在北部更遠地區，海灘受到中度損害。總體上，巴德帶來的損失很小。

## 外部連結
- 颶風巴德的公告存檔 （页面存档备份，存于）

| A | B | C | D | E | F | G | H | I |
|   |   |   |   |   |   |   |   |   |
| J | K | L | M | N | O | P | R |   |

| 萨菲尔-辛普森飓风风力等级 |    |    |    |    |    |    |
| TD                        | TS | C1 | C2 | C3 | C4 | C5 |